# Andrew Hawkins
(en) Statistiques sur pro-football-reference
Andrew Austin Wyatt Hawkins (né le 10 mars 1986 à Johnstown) est un joueur américain de football américain et de football canadien. Il a joué successivement avec les Alouettes de Montréal, les Bengals de Cincinnati et les Browns de Cleveland.

## Enfance
Hawkins étudie à la Bishop McCort High School dans sa ville natale de Johnstown.

## Carrière

### Université
Il entre à l'université de Toledo où il joue pendant quatre saisons.

### Professionnel
Andrew Hawkins n'est sélectionné par aucune équipe lors du draft de la NFL de 2008. Peu après, il travaille avec les Browns de Cleveland sans signer de contrat. Le 5 décembre 2008, il signe avec les Alouettes de Montréal, évoluant en Ligue canadienne de football. Le 12 octobre 2009, il marque son premier touchdown contre les Stampeders de Calgary. Il remporte à deux reprises la coupe Grey.
Le 12 janvier 2011, il signe un contrat avec les Rams de Saint-Louis mais il est libéré le 1er août, avant le début des matchs de pré-saisons. Le jour même de sa libération, il signe avec les Bengals de Cincinnati. Lors du deuxième match de pré-saison, le 21 août, contre les Jets de New York, il reçoit sa première passe, une de quinze yards de Dan LeFevour. Il est n'est pas cité dans l'effectif pour l'ouverture de la saison 2011 et libéré le 3 septembre; il signe avec l'équipe d'entraînement le lendemain. Il est intégré dans l'équipe active après que Jordan Shipley est déclaré forfait pour le reste de la saison.
Il a annoncé sa retraite en juillet 2017 et s'est engagé à faire don de son cerveau à la science pour la recherche sur l'encéphalopathie traumatique chronique, ou ETC.

## Palmarès
- Coupe Grey 2009 et 2010

## Famille
Hawkins est le plus jeune frère de Artrell Hawkins et le cousin de Geroy Simon et Carlton Haselrig.